# Regiunea Southern, Malawi
Regiunea Southern este o diviziune de rangul 1, situată în partea de sud a statului Malawi, are o suprafață de 31.753 km2 și numără 5.345.045 locuitori (conform datelor din 2003). Reședința unității administrative este orașul Blantyre.
La rândul ei regiunea Southern cuprinde 12 districte:
- Balaka
- Blantyre
- Chikwawa
- Chiradzulu
- Machinga
- Mangochi
- Mulanje
- Mwanza
- Neno
- Nsanje
- Phalombe
- Thyolo
- Zomba